# سيمبيان
نظام تشغيل سيمبيان هو واحد من أنظمة التشغيل للهواتف المحمولة الخاصة بنوكيا، والهواتف الذكية، مع المكتبات المرتبطة بها، ومصمم للعمل على معالجات إيه.آر.إم.
في عام 2008، حصلت مؤسسة سمبيان المحدودة على برنامج نوكيا وأنشئت منظمة غير ربحية مستقلة جديدة تسمى مؤسسة Symbian. تم تعيين النظام الأساسي خلفاً لنظام التشغيل سيمبيان، عقب الافتتاح الرسمي لمؤسسة Symbian في نيسان/أبريل 2009.
شباط/فبراير 2010 منصة سيمبيان أصبحت رسمياً مفتوحة المصدر.
الأجهزة القائمة على «نظام التشغيل سيمبيان» حصلت على 46.9% من مبيعات الهواتف الذكية لعام 2010 ، مما جعله نظام تشغيل المحمول الأكثر شعبية في العالم.مع نهاية 2012 انهت نوكيا خدماتها مع سيمبيان .

## البرمجة على نظام سيمبيان
لغة البرمجة الرئسية هي لغة سيمبيان سي++ (++ Symbian C)
كما أنه يدعم البرامج المكتوبة بلغة الجافا مايكرو اديشن (java micro edition)أو (جافا بلاتفورم ميكرو إديشين) وكذلك البرامج المكتوبة بلغة بايثون عن طريق تثبيت حزمة مكتبات الدعم.

## وصلات خارجية
- سيمبيان على موقع SourceForge (الإنجليزية)